# 雙角帽
雙角帽（Bicorne），又稱二角帽，是西洋服飾中的一種男用帽子，1789年的法國大革命後取代三角帽成為流行樣式，廣泛被歐洲與美國的海、陸軍所採用，在許多拿破崙的肖像畫中也可以看到身著戎裝、頭戴雙角帽的拿破崙。隨著拿破崙襲捲歐陸，此形象也深植人心，因此雙角帽也被稱為「拿破崙帽」。
拿破崙失敗後，雙角帽仍一直沿用到20世紀初期，積極西化的日本也有採用，是高階將領的帽子。

## 圖集

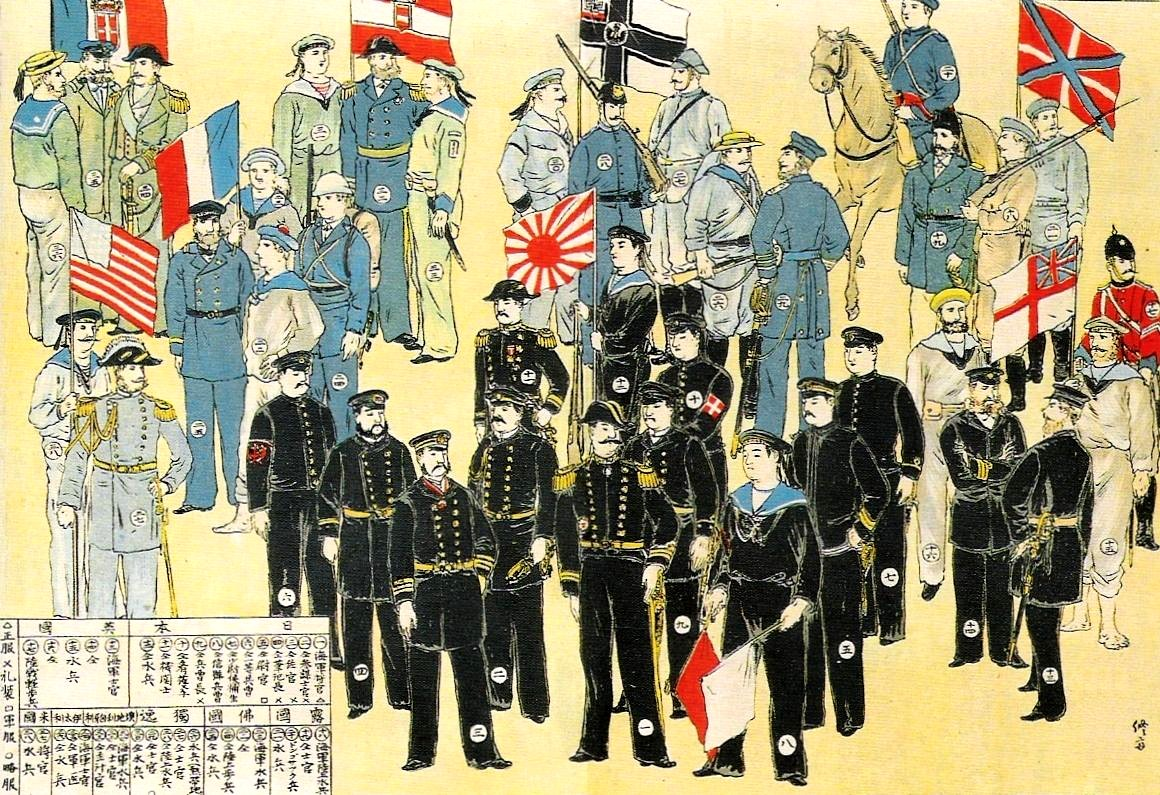
八國聯軍圖，圖中可看到戴著雙角帽的各國將領
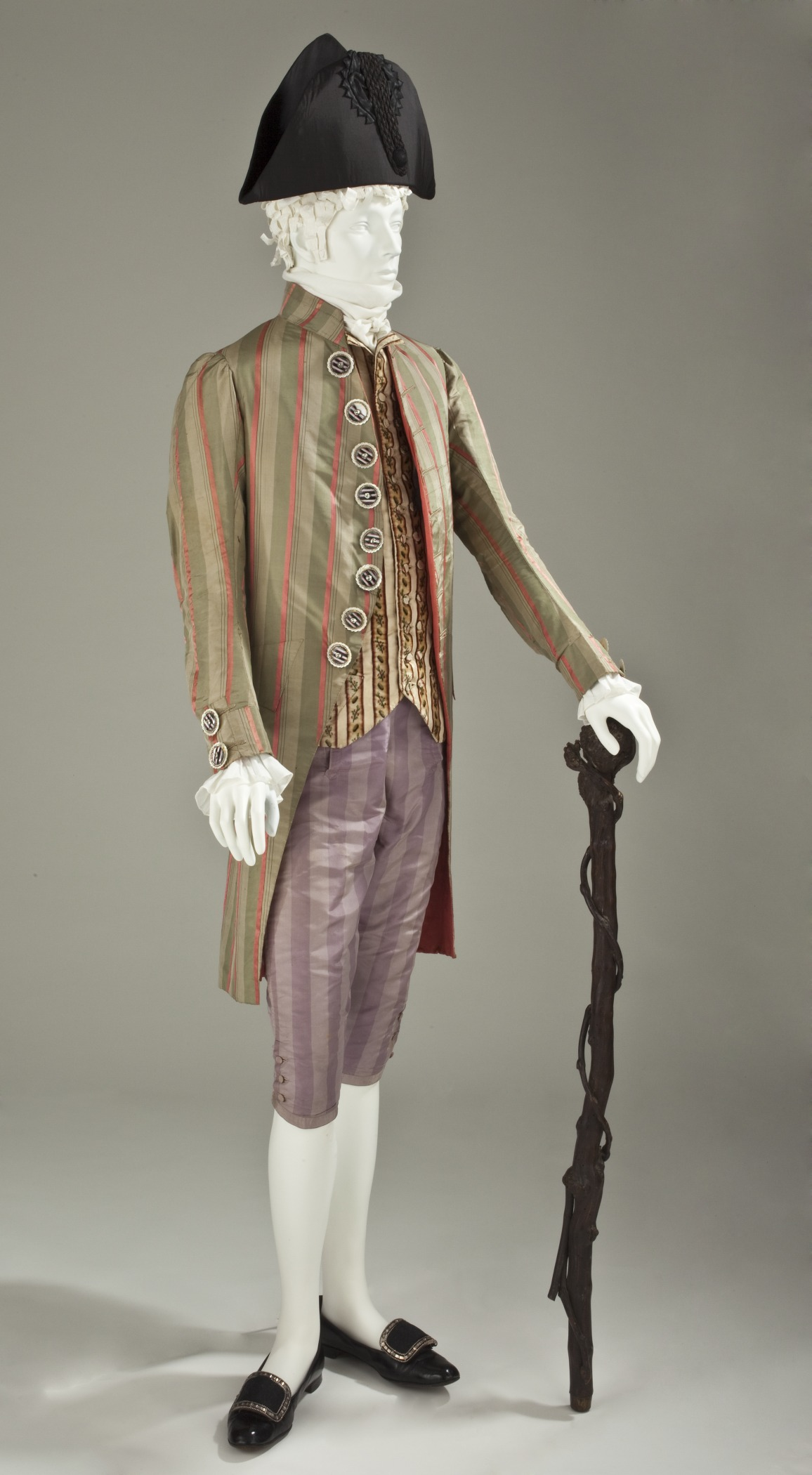
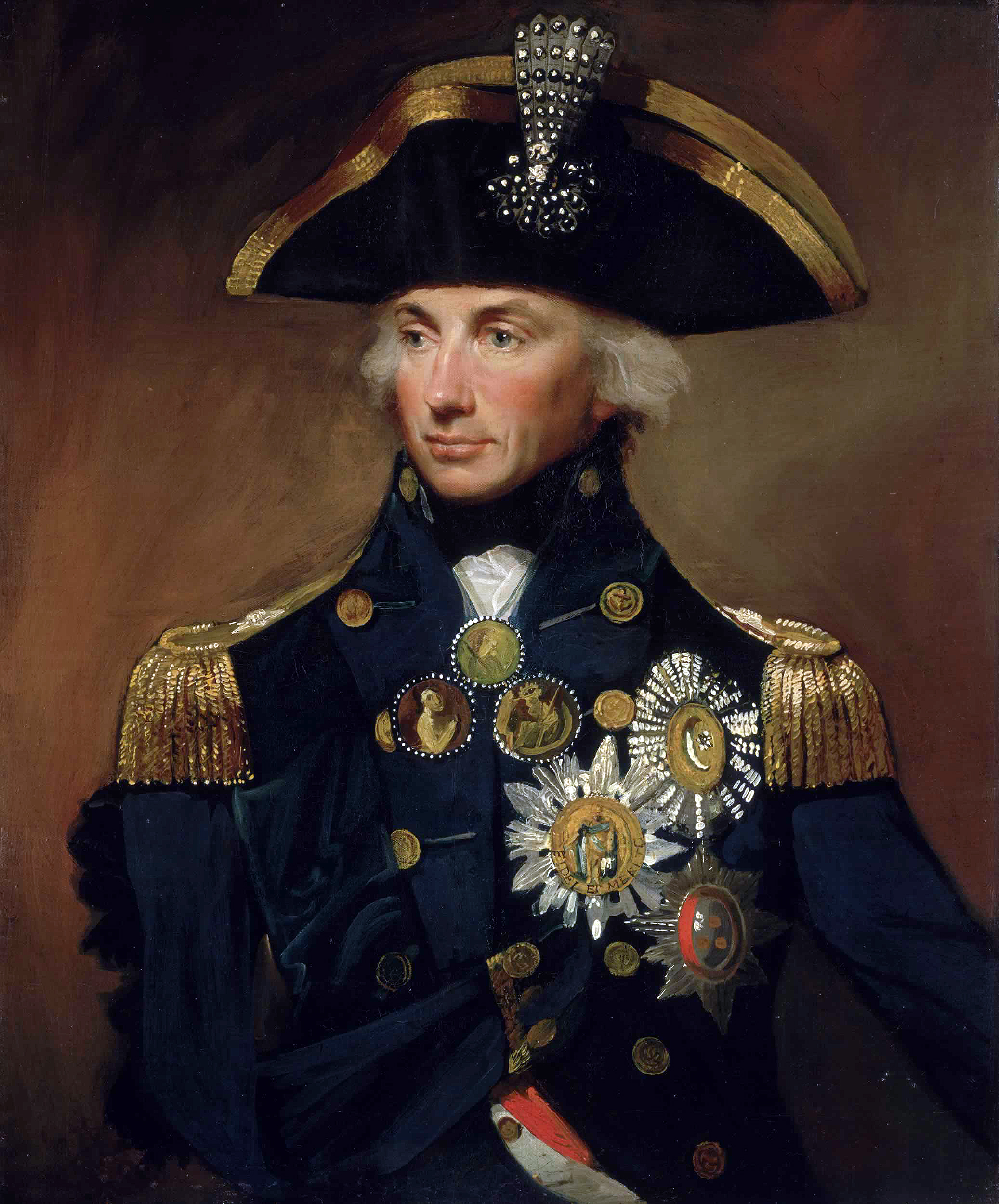
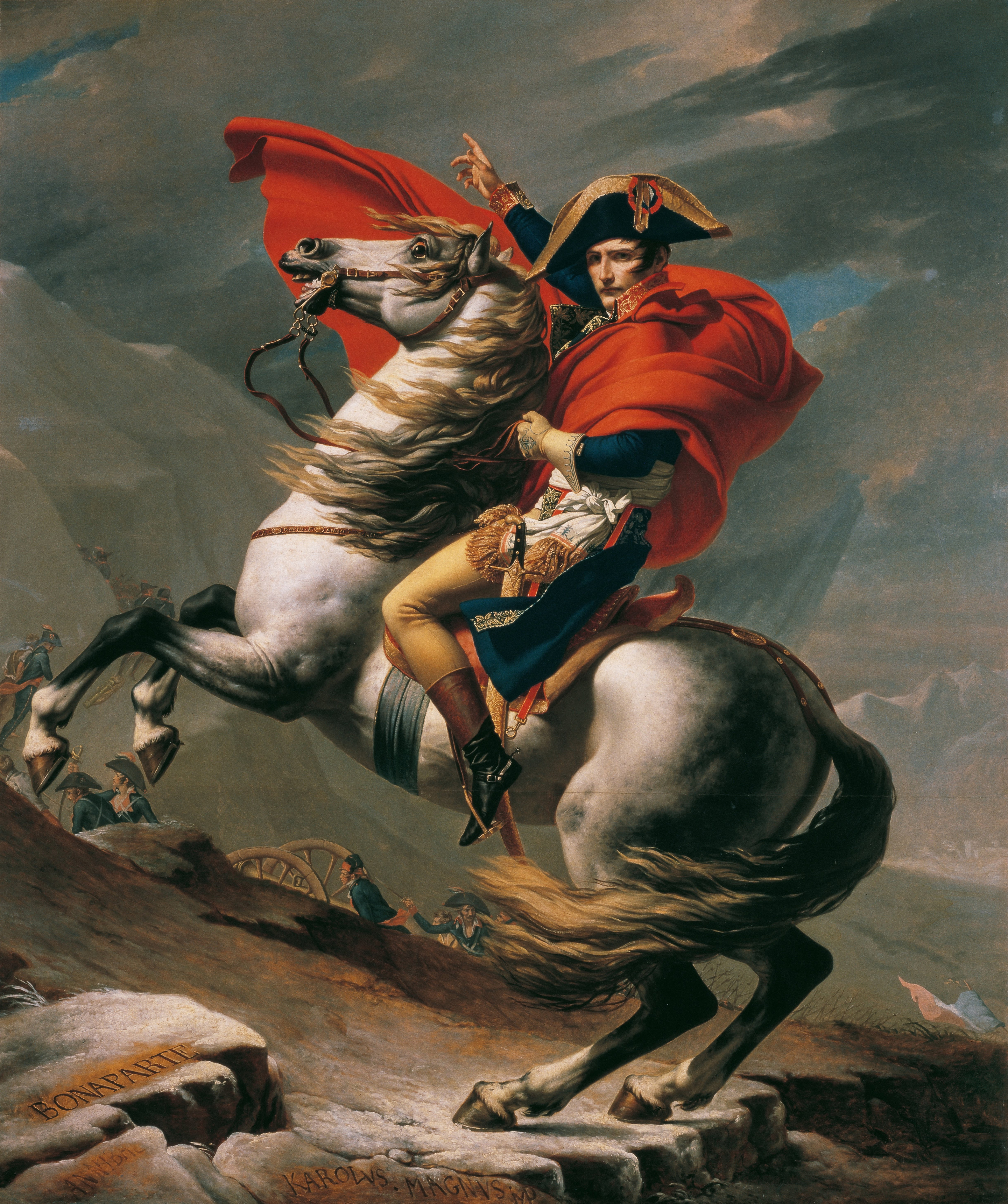
戴著雙角帽的拿破崙畫像
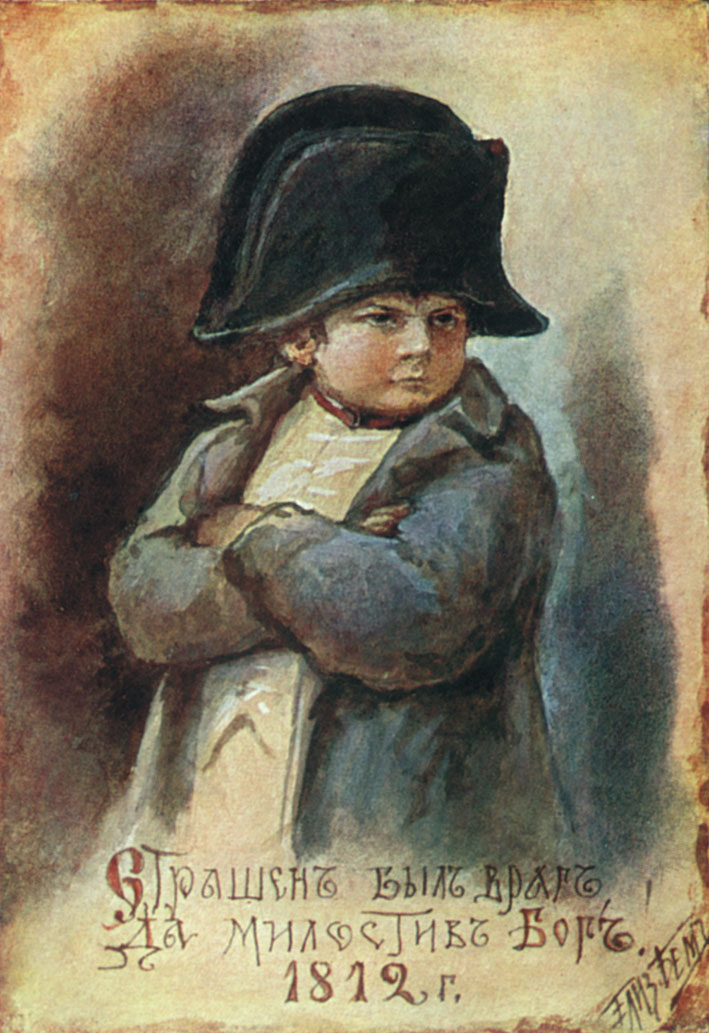
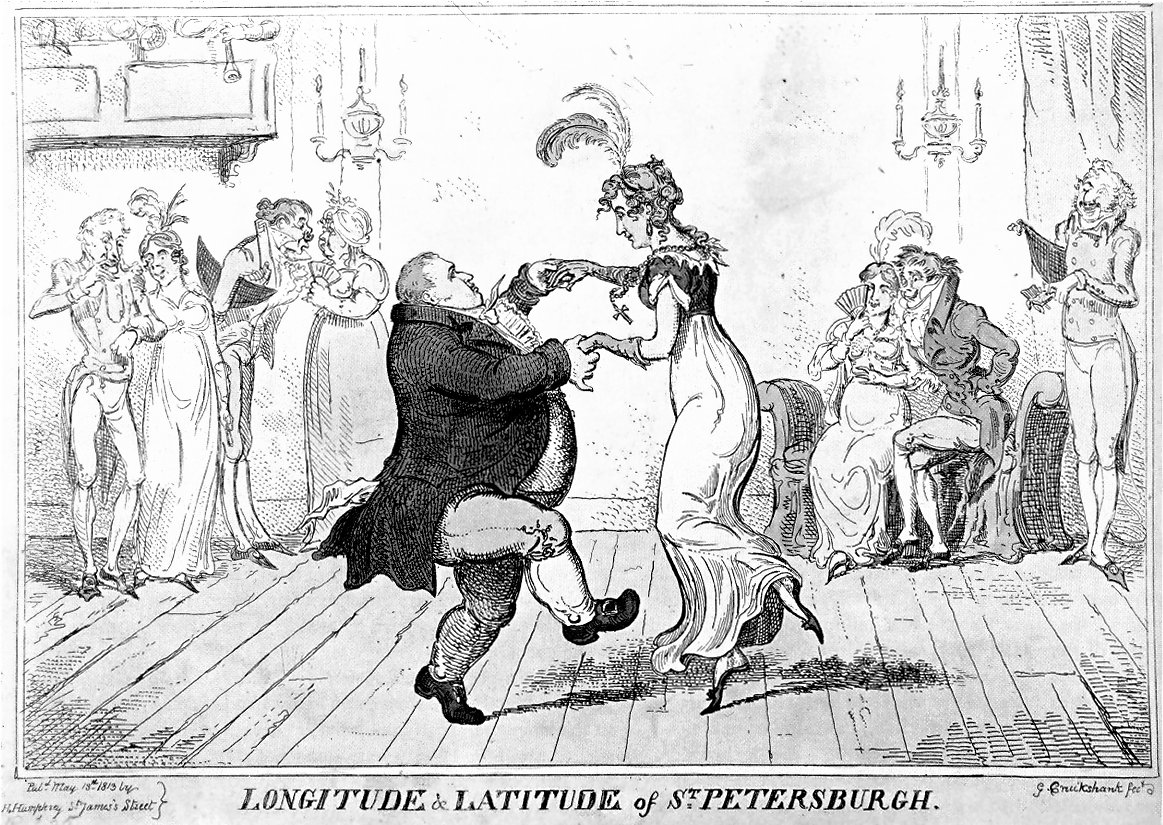
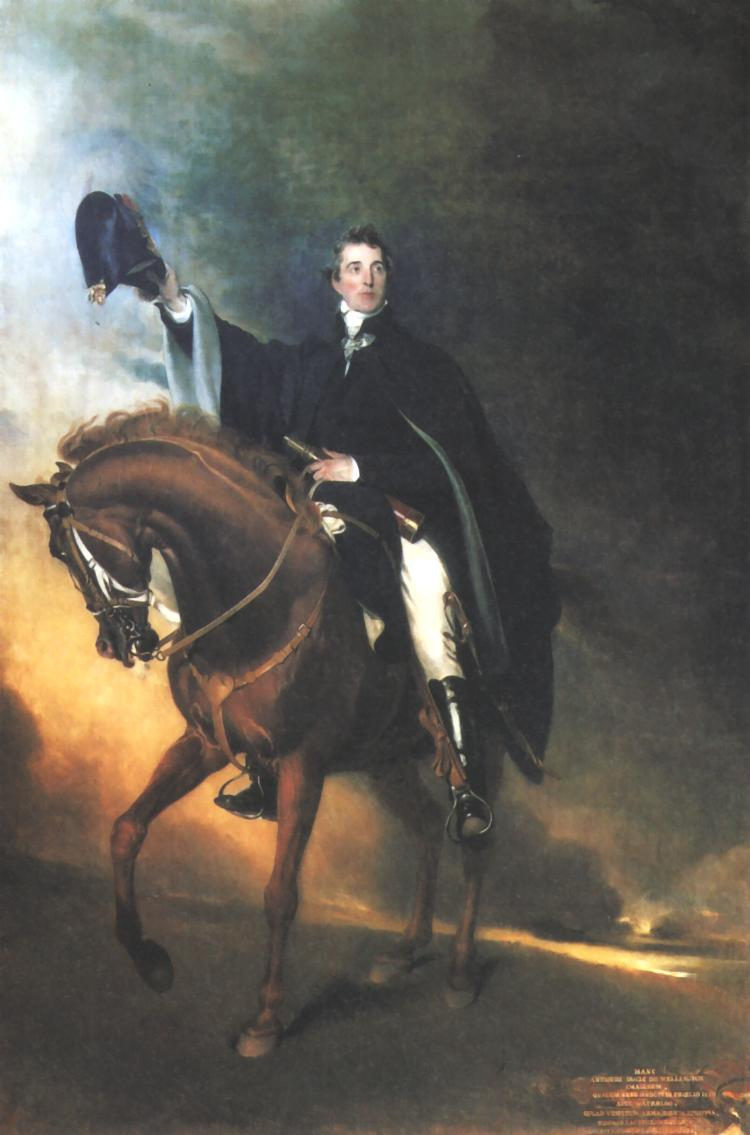
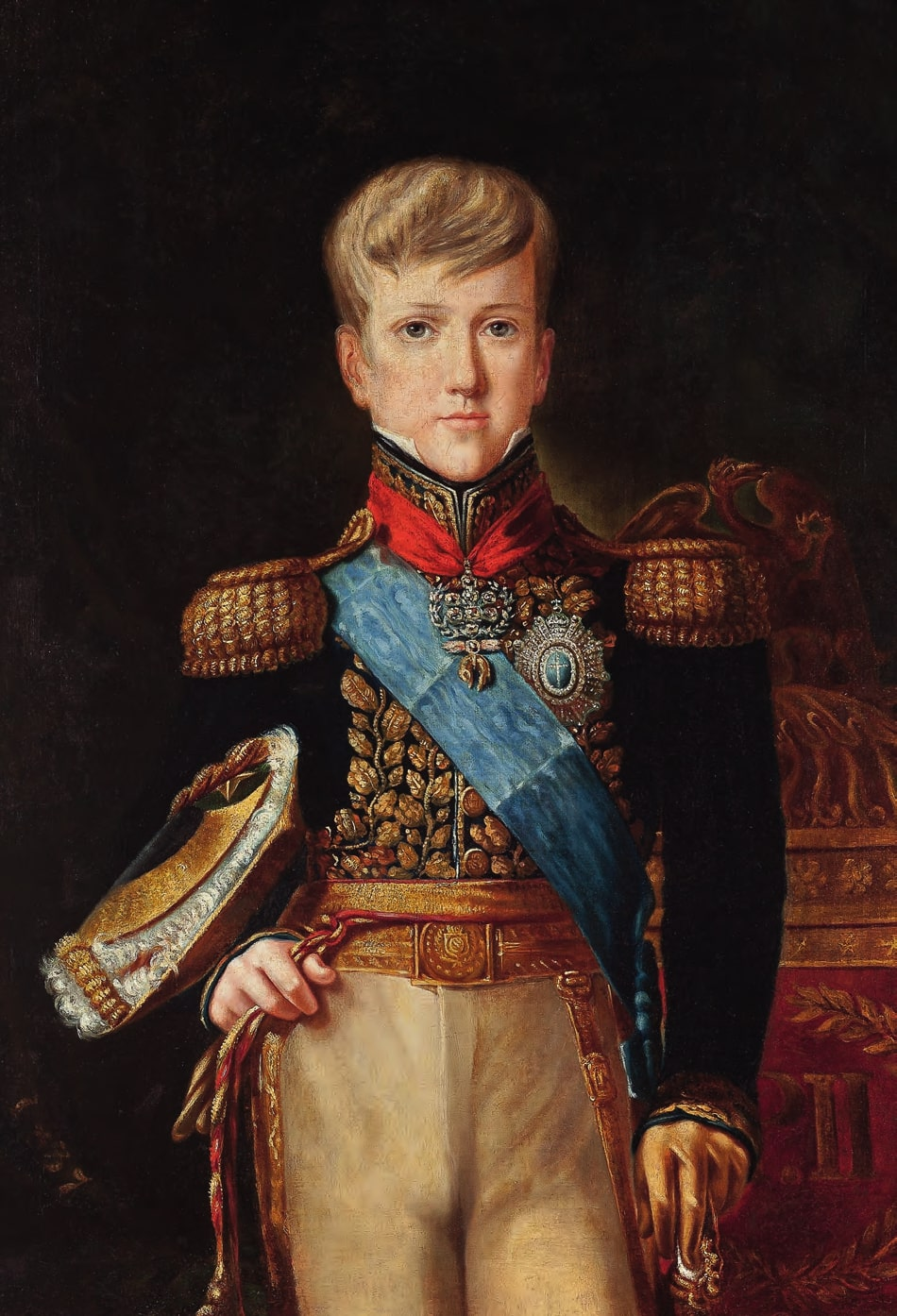
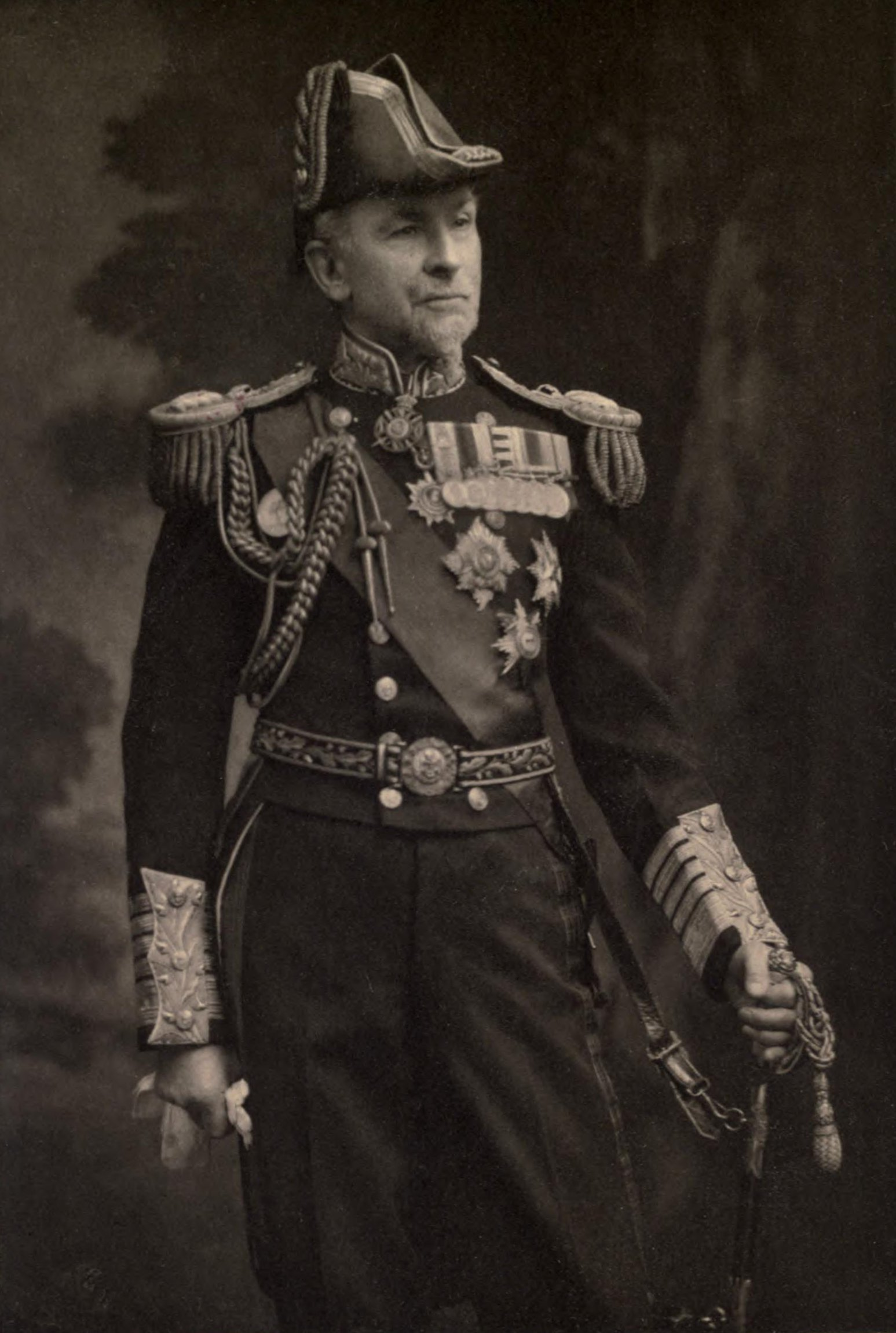
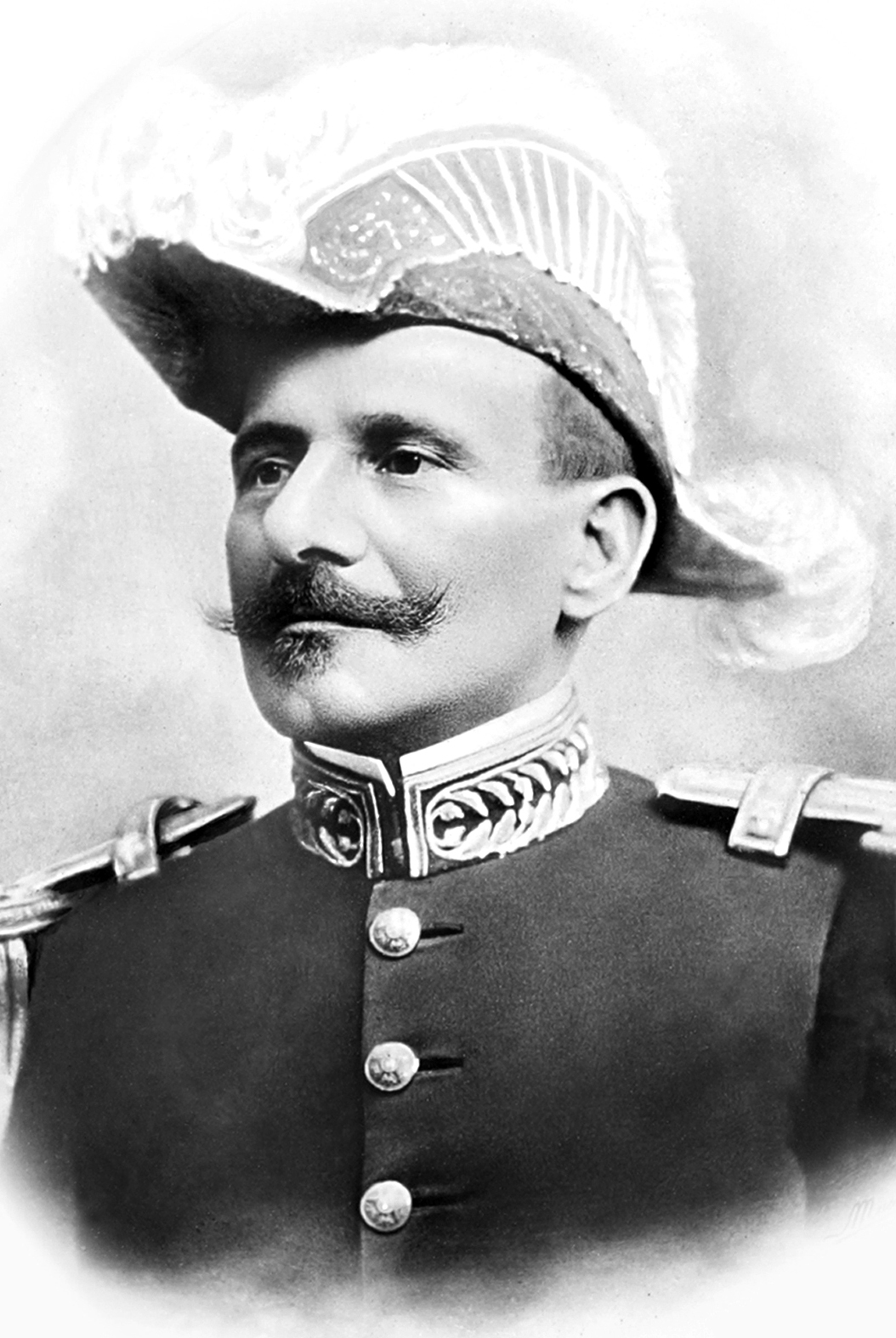
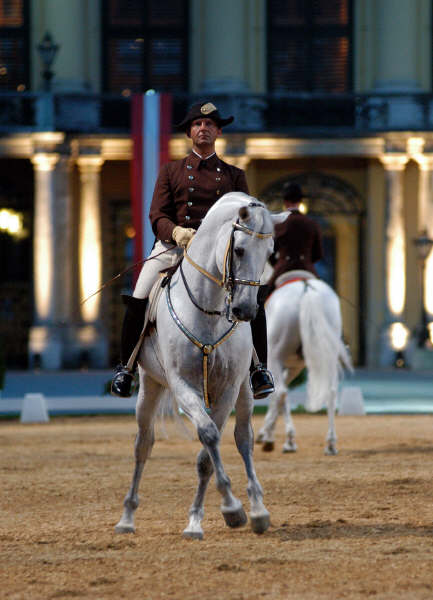
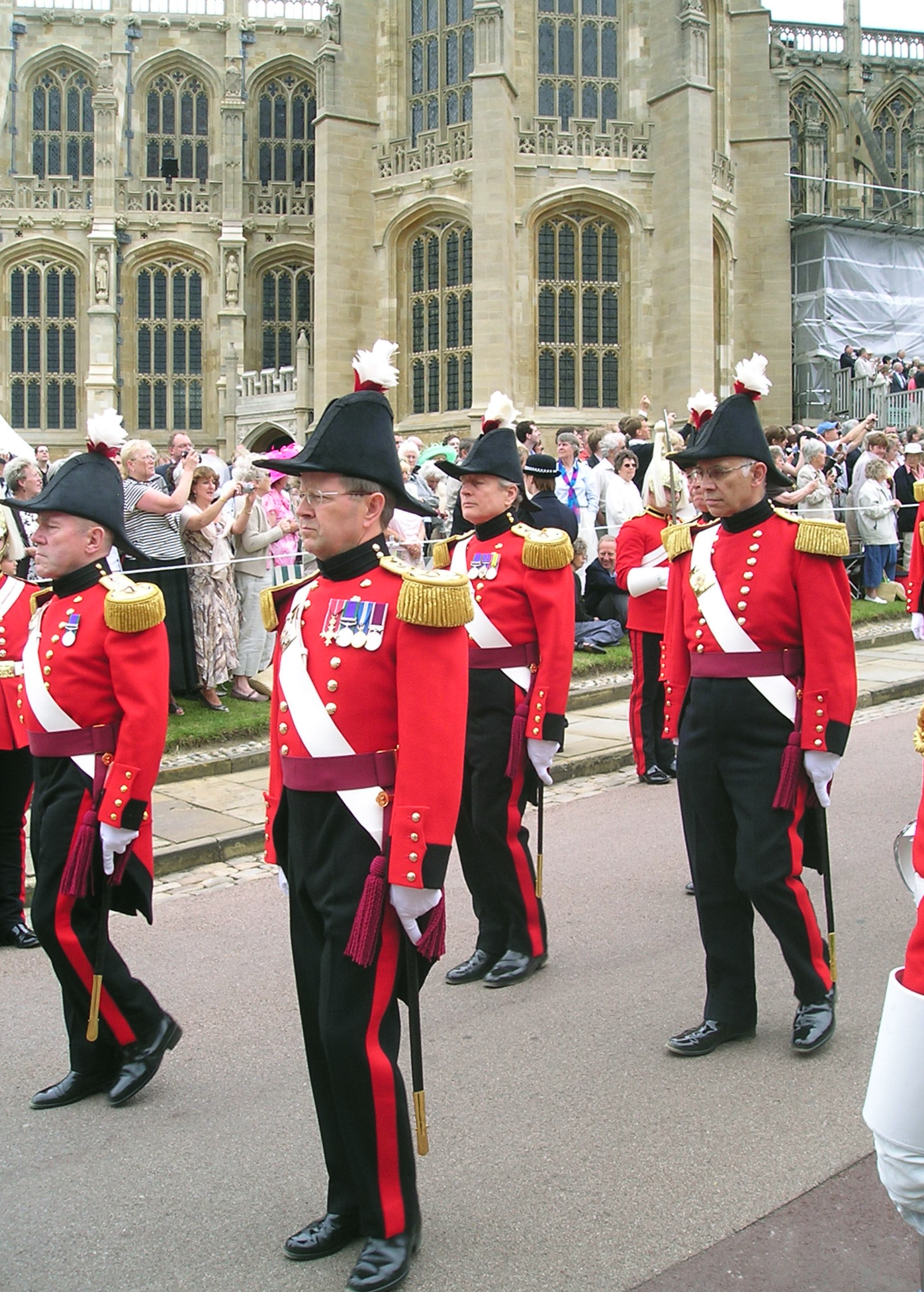
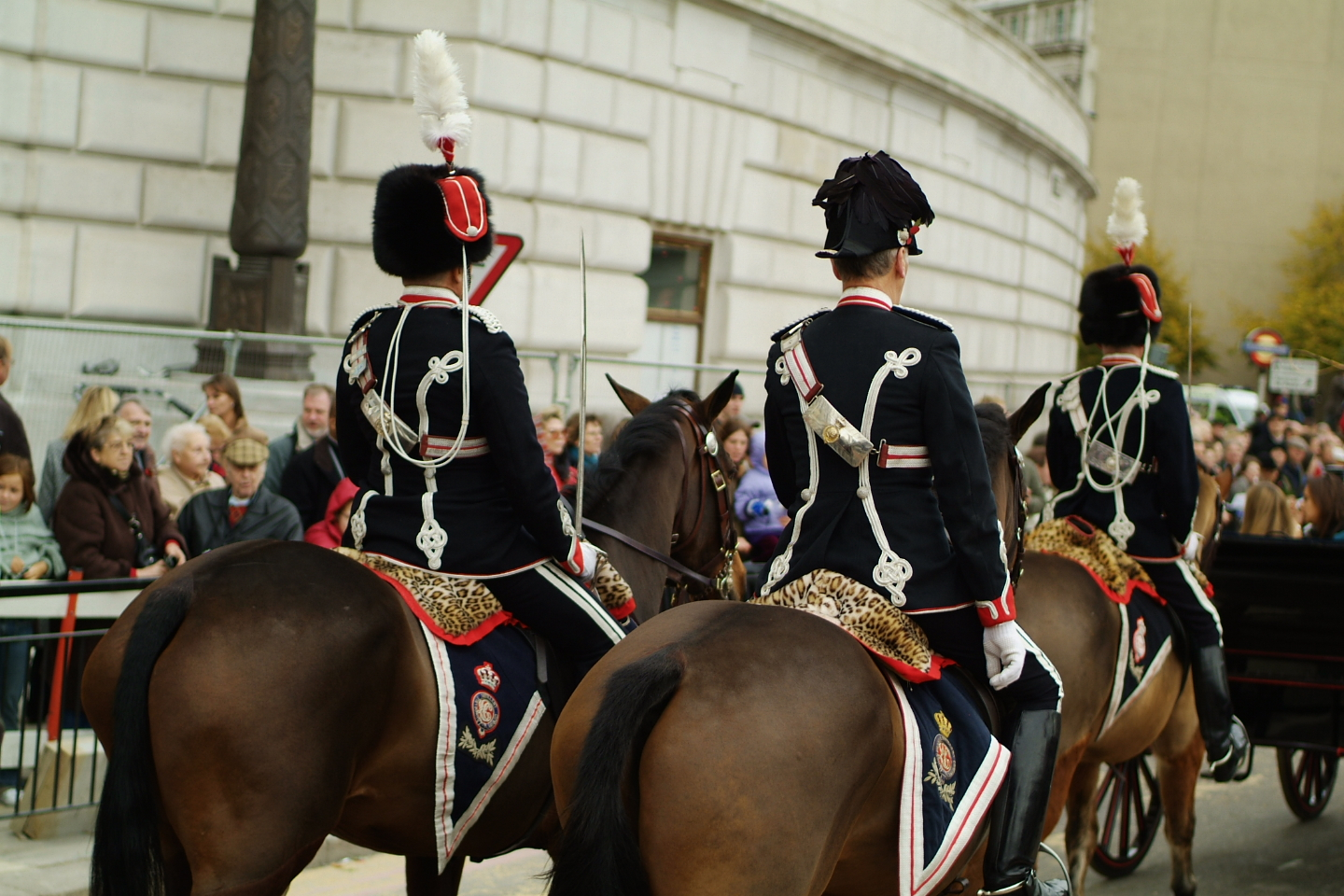
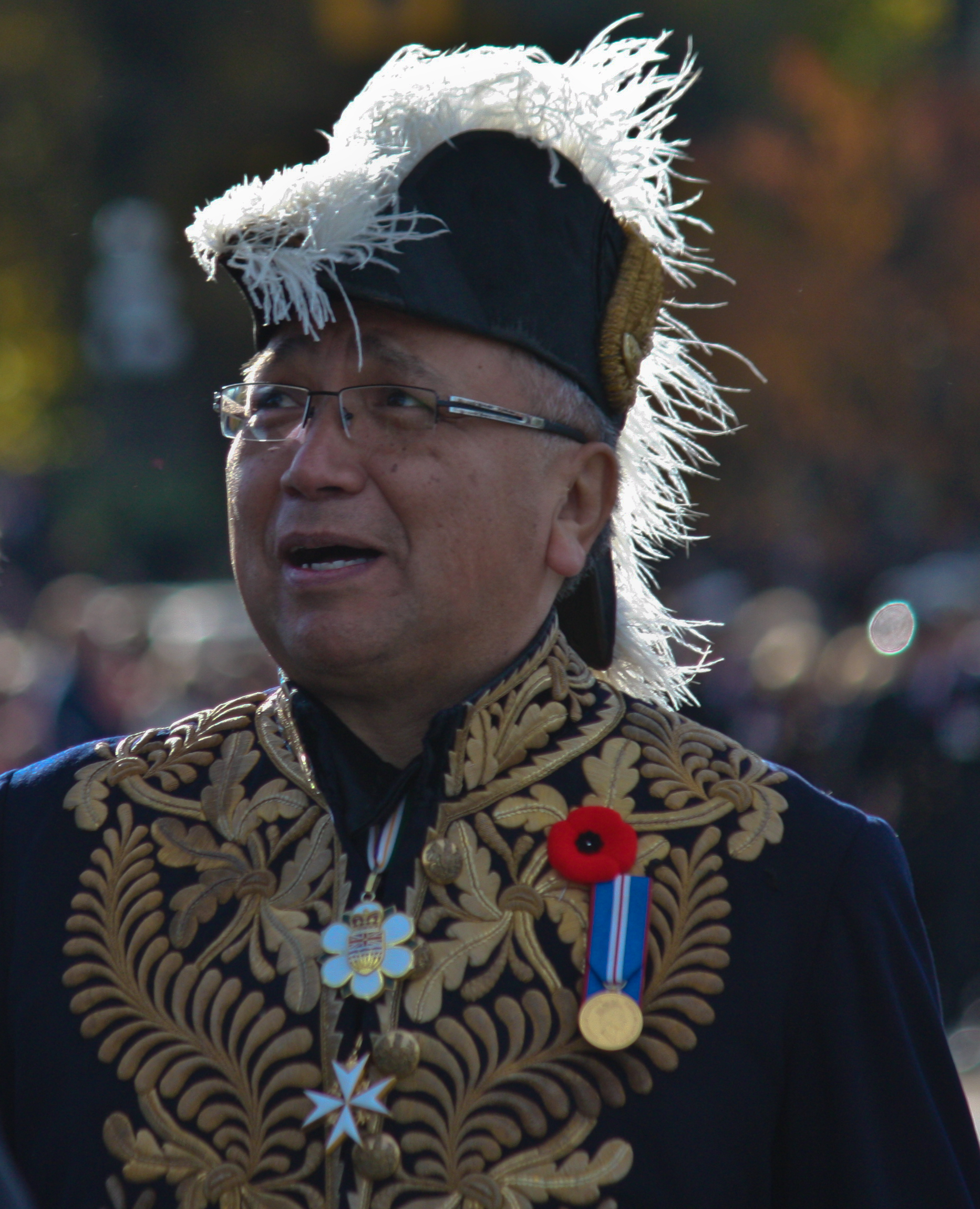
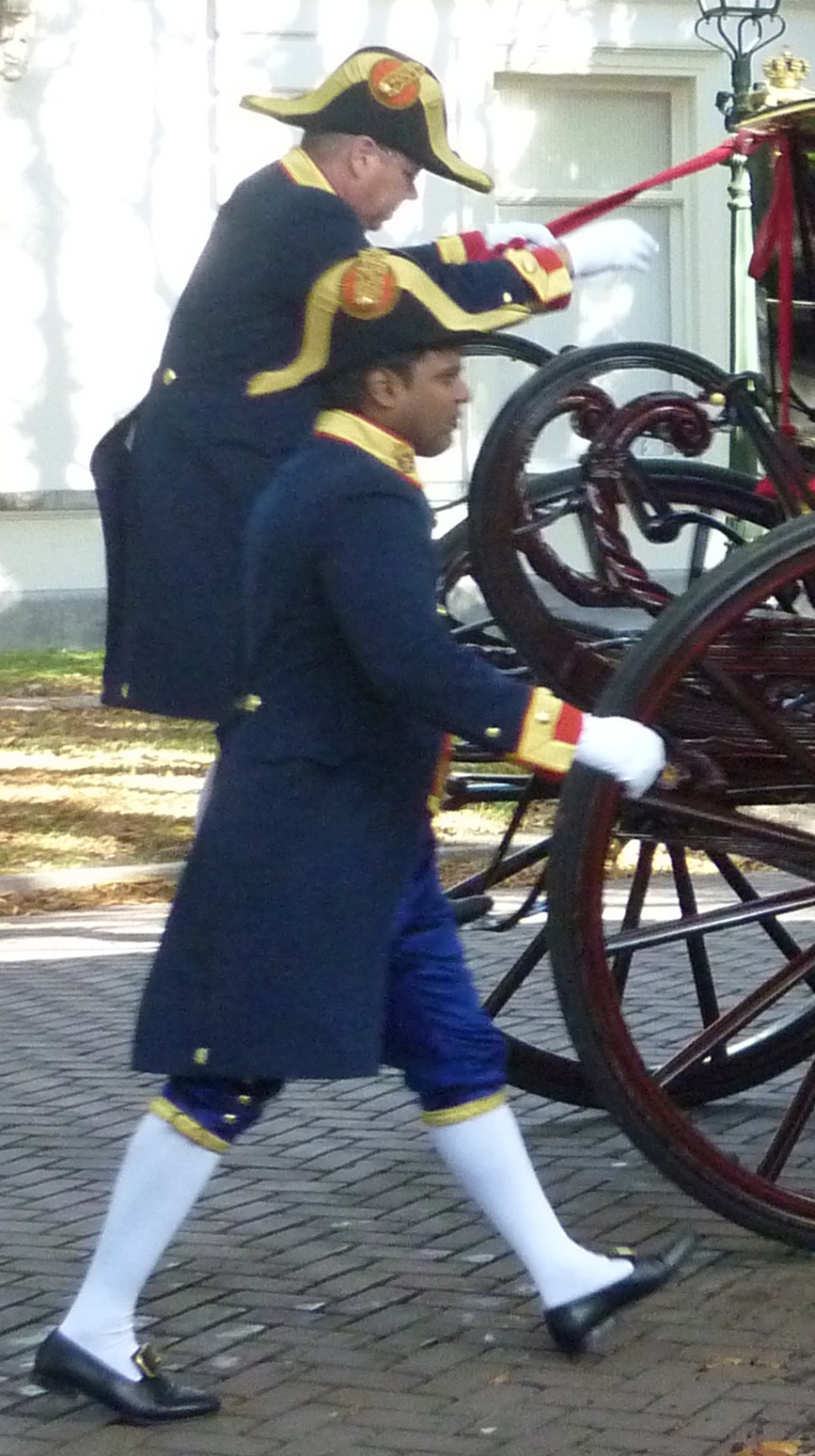
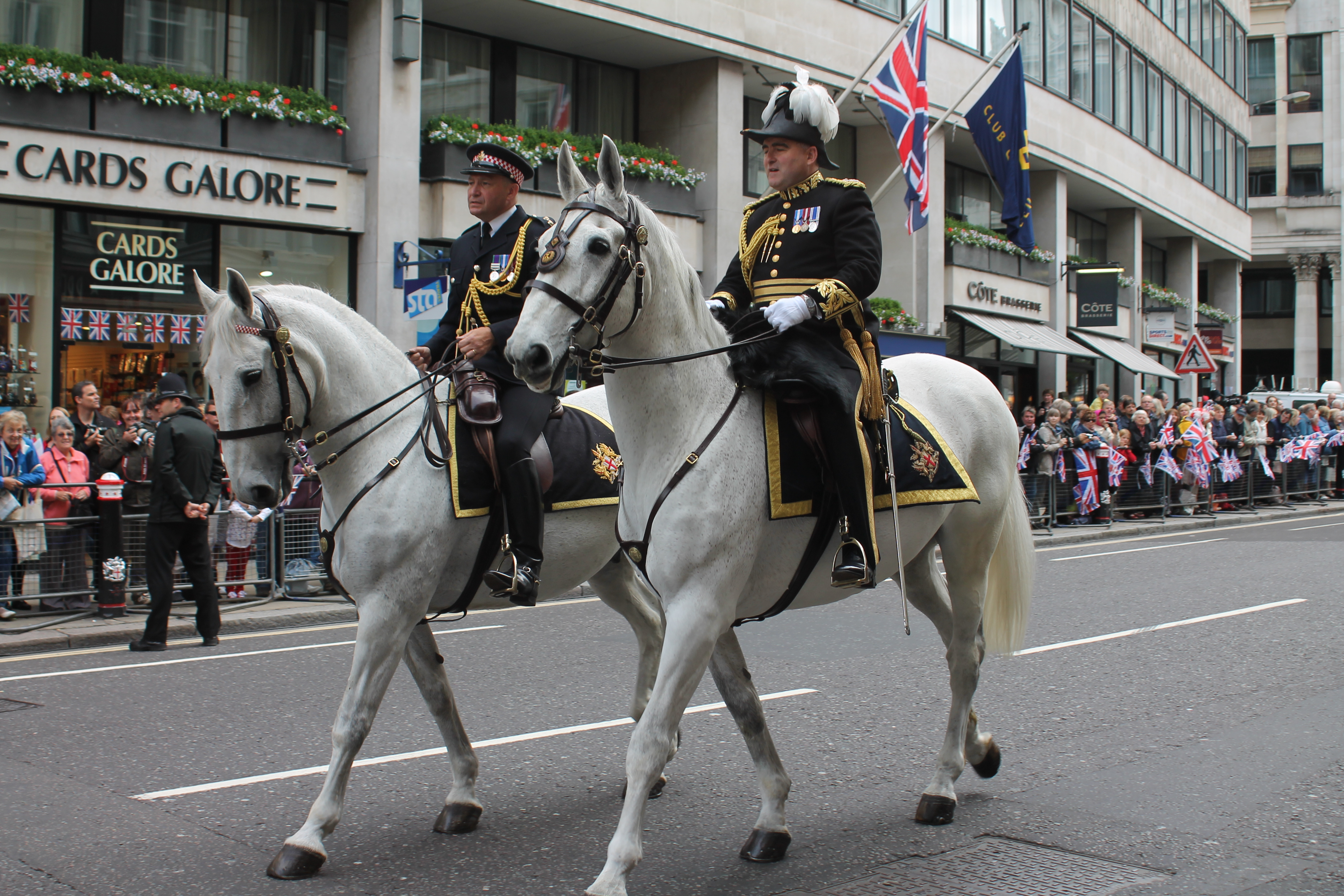
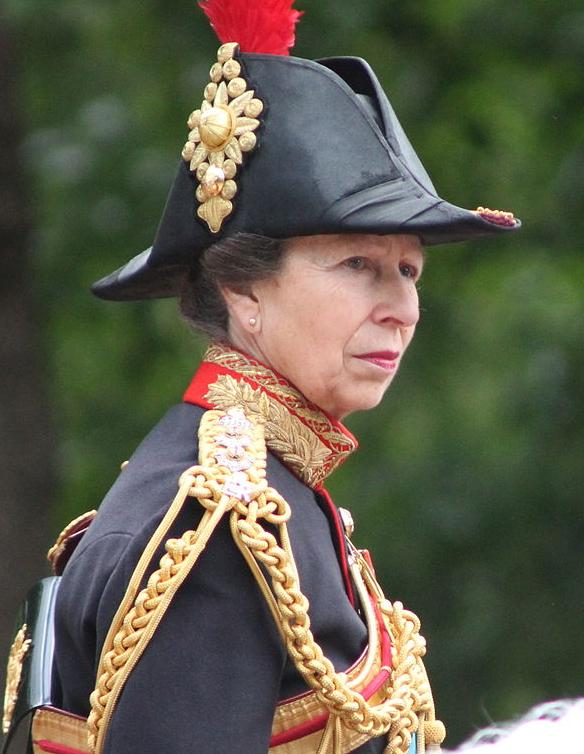
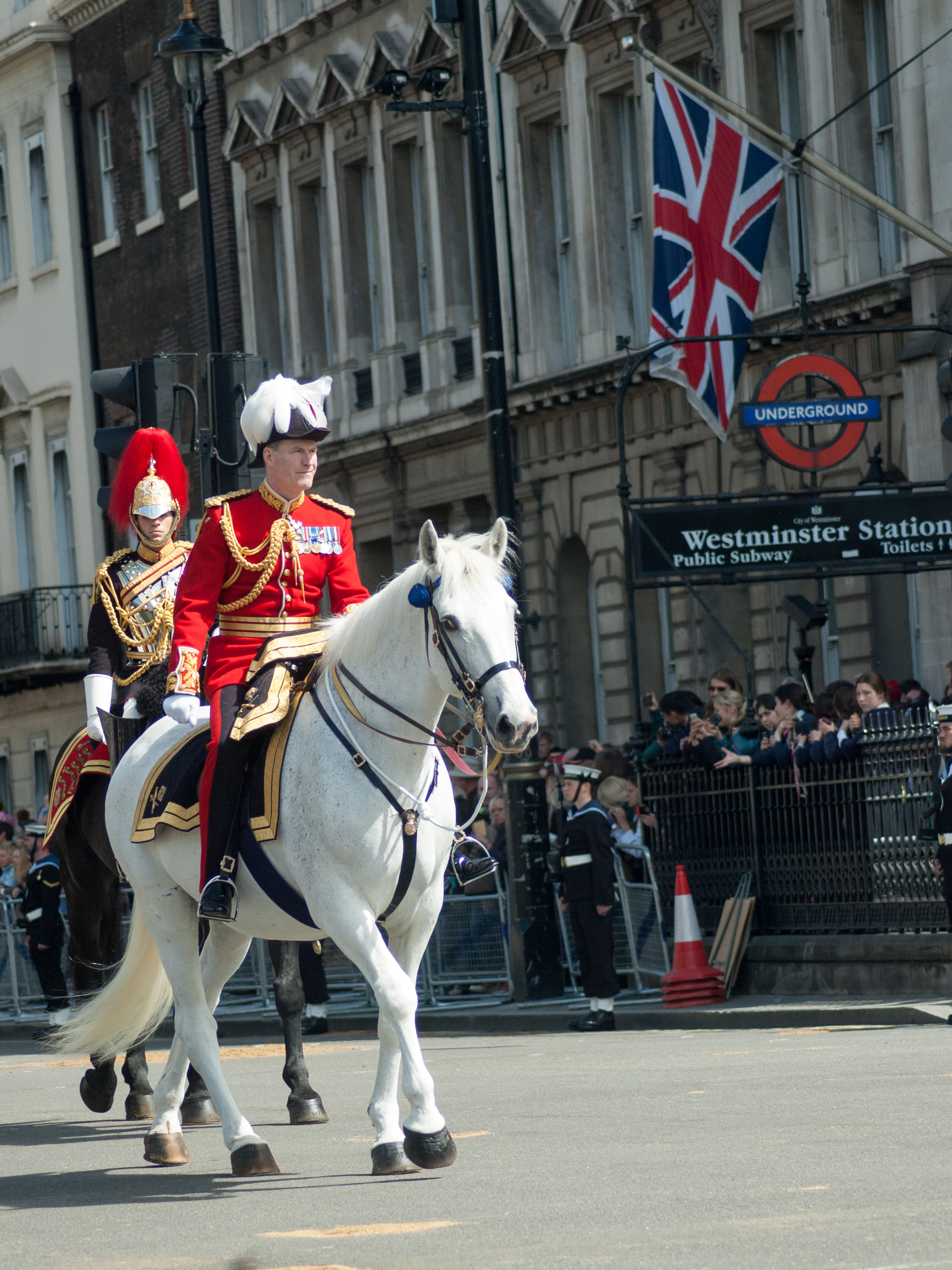
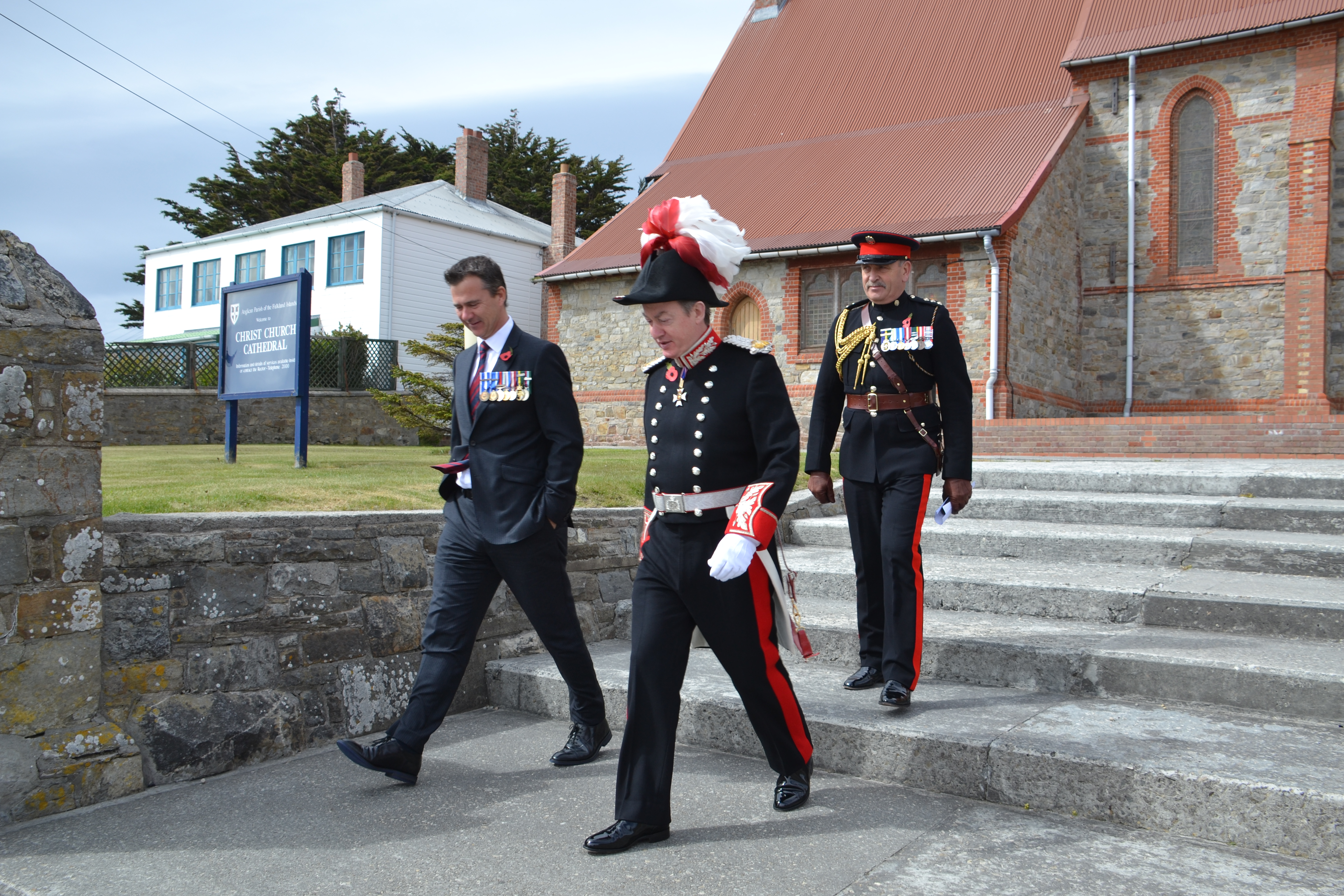